# Angoixa
L'angoixa és un estat afectiu de caràcter trist, caracteritzat per aparèixer com una reacció davant d'un perill o una impressió desconeguts. Sol aparèixer acompanyat d'un malestar psicològic intens i de petites alteracions de l'organisme com l'increment del ritme cardíac, tremolors, suor excessiva, sensació d'opressió al pit o de falta d'aire. En sentit col·loquial es fa servir com un sinònim d'ansietat extrema o por. L'angoixa és l'objecte d'estudi d'una disciplina científica: la psicologia, i especialment de la psicoanàlisi, per a la qual és, d'una banda, un dels conceptes fonamentals, i, de l'altra, gràcies a aquesta disciplina tenim les aportacions principals pel que fa al coneixement de l'angoixa. Com tots els conceptes freudians, el d'angoixa va ser construït per Freud a poc a poc, articulant-se a la vegada amb els altres que integraven la teoria psicoanalítica que s'estava desenvolupant, i creixent a la llum dels nous descobriments que l'investigador vienès feia en la seva pràctica clínica.
Per al psicòleg cognitiu Ricardo Ros, l'angoixa és una resposta normal per a l'ésser humà, i, també, per a tots els animals quan existeix un perill real. L'angoixa és el que provoca el desig de fugir o evitar una situació potencialment perillosa. Segons aquest psicòleg, quan el cervell interpreta erròniament que hi ha un perill es produeixen tots els símptomes de l'ansietat (suor, taquicàrdies, falta de concentració, falta de memòria, bloqueig). Tenint en compte tot això, l'angoixa és la por a allò desconegut, ja que la reacció davant del perill real és la por.

## Primers desenvolupaments freudians

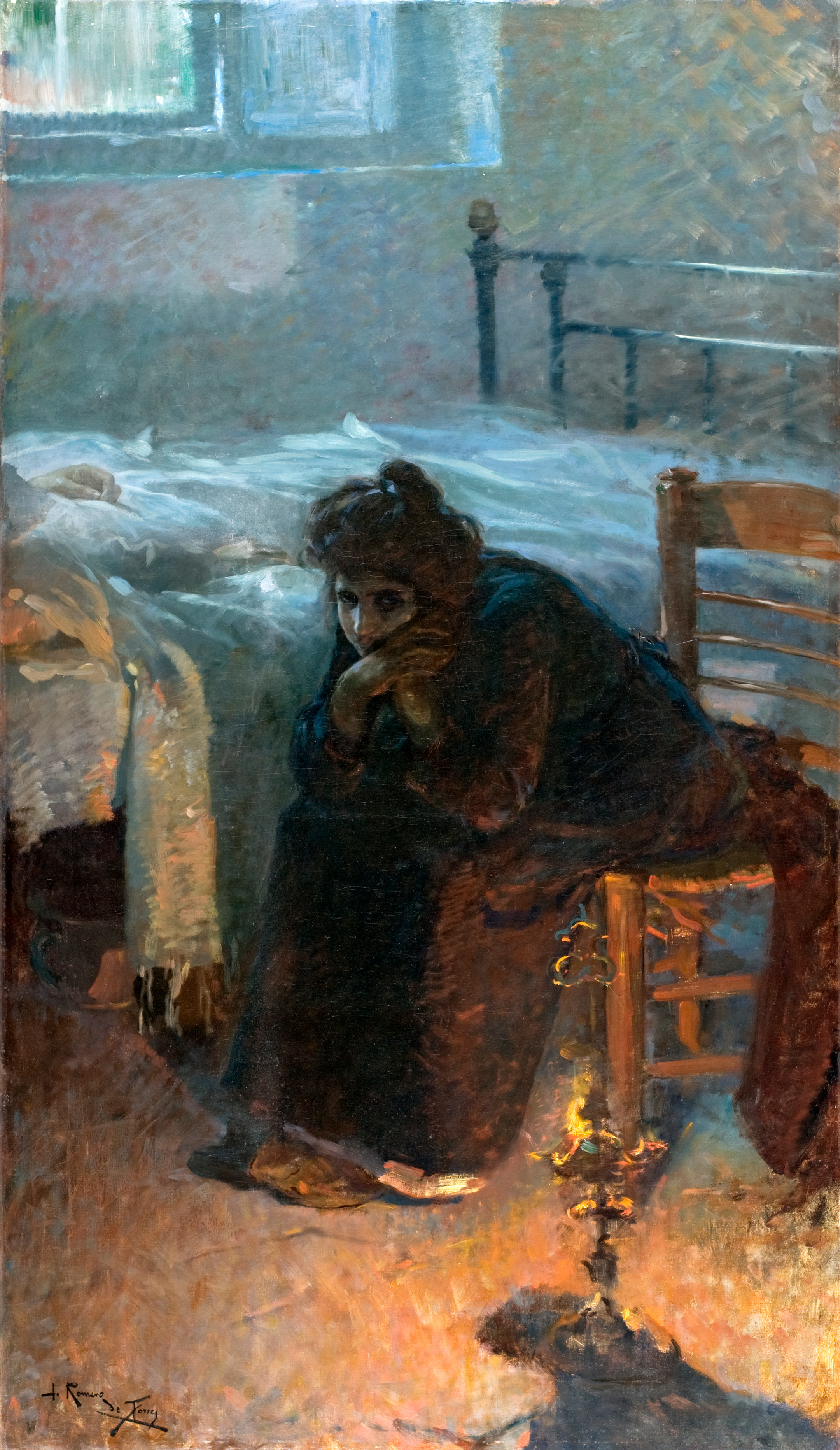
Hores d'angoixa (Julio Romero de Torres, 1904).

En els seus primers desenvolupament sobre l'angoixa, Freud comença senyalant la particularitat d'aquest estat afectiu penós, que és l'afecte penós per excel·lència, diferent de tots els altres. El que el fa tan particular i digne d'investigació, dirà Freud, és, en part, que apareix referint-se a alguna cosa indeterminada, és a dir, sense objecte. Diu a més, en la conferència 25 de les Conferències d'introducció a la psicoanàlisi, que en realitat no necessita presentar-la al lector, ja que és segur que alguna vegada l'ha experimentat, donada la seva universalitat. En aquest mateix text de 1916 (17) senyala la necessitat d'una explicació del tema diferent de la medicina acadèmica de l'època, que pretenia reconduir tot a qüestions orgàniques, la qual cosa li restava importància a aquest concepte. Freud ho explica de la següent manera:
| «                                                                           | (...) el problema de l'angoixa és un punt nodal en què el confluïen les qüestions més importants i diverses; es tracta, en realitat, d'un enigma que la seva solució tiraria molta llum sobre el conjunt de la nostra vida anímica. | » |
| — Sigmund Freud: Conferències d'introducció al Psicoanàlisi, Conferència 25 | |   |

## Angoixa realista i angoixa neuròtica
Aquesta primera versió de la teoria de l'angoixa (després de les elucidacions arribades més endavant pel que fa al Jo, l'Això i el Superjò Freud farà un gir fonamental), s'inicia amb la diferència entre angoixa realista i angoixa neuròtica. L'angoixa realista és aquella que, com un apromptament angoixat, alerta i prepara per a la fugida davant d'un perill exterior; és un estat d'atenció sensorial incrementada i de tensió motriu. Poden haver dues resolucions per al primer tipus: o bé genera una reacció adequada i es limita a un senyal que ajuda a protegir-se del perill, o bé genera pel desenvolupament total de l'angoixa una reacció inadequada que acaba paralitzant l'individu. És important diferenciar l'angoixa de la por i del terror. La por, a diferència de l'angoixa, es refereix clarament a un objecte, i el terror és el sentiment que apareix, justament, quan no hi va haver apromptament angoixat i el perill sobresalta.
No obstant això el que veritablement li interessa a Freud és el que ell anomena angoixa neuròtica. En relació amb certs quadres clínics troba tres constel·lacions possibles: una angoixa expectant, o lliurement flotant que està a l'espera d'unir-se de forma passatgera a qualsevol objecte possible; una angoixa que s'ha relacionat amb un perill extern que a qualsevol observador li sembla desmesurada; i aquella angoixa que es dona en forma d'atacs o de permanència perllongada però sense que se li conegui fonament exterior. En tots aquests casos la pregunta és: en quin cas sentim por en l'angoixa neuròtica?. En els seus primers desenvolupaments Freud conclou, obtenint aquesta idea de l'estudi de les neurosis actuals i de l'excitació sexual inhibida (i altres neurosis com la histèria), que l'angoixa és una transmutació de la libido no aplicada, és a dir, que ha obrat la repressió sobre una moció de desig inconscient, i que la suma d'energia psíquica o libido lligat a aquesta representació reprimida, que necessàriament ha de ser descarregat, passa a la consciència com angoixa. L'aplicació d'aquesta libido, si bé a priori seria agradable, no acorda amb el principi de realitat i acabaria generant una suma major de plaer al Jo. En el cas de l'angoixa infantil la recondueix a una frevolesa del Jo fins i tot en conformació, que en l'enyorança de la persona estimada, no pot elaborar aquesta suma d'excitació, i ho tradueix en angoixa (angoixa a la solitud, a persones alienes, etc.), és a dir, que en realitat està més a prop de l'angoixa neuròtica i no de la realista.
És en les seves indagacions sobre la relació entre símptoma i angoixa, en les quals s'evidencia que el símptoma impedeix el desenvolupament d'aquesta última al lligar l'energia no aplicada, que Freud arriba a una primera resposta: 
| «                                                                                 | Allò a què es té por és, evidentment, la pròpia libido. La diferència amb la situació de l'angoixa realista resideix en dos punts: en què el perill és intern en comptes d'extern, i en què no es destria conscientment. | » |
| — Sigmund Freud: Noves Conferències d'introducció al Psicoanàlisi, Conferència 32 | |   |

No obstant això, Freud va veure inconsistent el lligam entre l'angoixa realista, que com a mecanisme d'acte de conservació respon a un perill extern amb l'elucidat sobre la repressió, i el perill intern que constitueix la libido en l'angoixa neuròtica.

## La segona teoria freudiana de l'angoixa
Instàncies psíquiques i angoixa
Una vegada que va arribar a conèixer millor els processos diferents del Jo, l'això i el Superjò com a instàncies psíquiques en tensió, va arribar a la conclusió que el Jo és l'únic susceptible a l'angoixa, i que solament ell pot produir-la i sentir-la. Presenta, llavors, tres varietats d'angoixa que es corresponen amb cadascuna de les servituds o vassallatges als quals està sotmès el Jo: l'angoixa realista, que es correspon amb els perills del món exterior; l'angoixa neuròtica, que és sentida pel Jo per la tensió amb l'això on imperen les pulsions que solament busquen satisfacció i descàrrega sense mirament per la realitat; i l'angoixa social o de la consciència moral, en la qual el Superjò, receptor de les identificacions de relacions entre persones i rols similars de la cultura, llança la seva crítica sobre un Jo que vol arribar a l'ideal. En principi s'atribueix la formació d'angoixa a la repressió, després, ja en 1926, en Inhibició símptoma i angoixa es diu que és l'angoixa la qual crea la repressió: L'angoixa causa aquí llavors la repressió i no, com abans havíem dit (Freud al·ludeix aquí a la seva primera teoria sobre l'angoixa) que la repressió causi l'angoixa, o sigui que la repressió transformi l'impuls instintiu en angoixa.

## L'arquetipus del naixement i el perill objectiu de tota l'angoixa
Freud en diferenciar angoixa de dol i dolor per les seves particulars sensacions i innervacions orgàniques, va proposar una mena de model de l'angoixa reflectit en la situació del naixement (primer l'ús dels pulmons, acceleració del ritme cardíac, etc.), tota l'excitació que rau en aquest moment és per a l'humà immanejable, i es convertirà en el futur en la reacció de la persona quan percebi un perill, si es limita a un senyal, o inadequada, si es paralitza. Aquesta és una situació de perill objectiva, però no es pot adjudicar al nadó cap coneixement sobre ella, no té contingut psíquic. La pregunta aleshores és com pot repetir-se aquesta angoixa i recordar aquesta situació que permet identificar una situació de perill.
Per respondre aquesta pregunta es basen en les primeres exterioritzacions d'angoixa en els nens: soledat, foscor i una persona aliena en el lloc de la mare. Tots recondueixen a la pèrdua de l'objecte. En efecte, l'analogia amb l'angoixa de castració s'imposa, ja que representa una separació d'un objecte estimat en frau sumo (pèrdua de l'amor de la parella de la mare), i la mateixa situació de naixement, l'angoixa més originària és per una separació de la mare. Freud va més enllà: quan un nen enyora la seva mare és perquè sap que ella gaudeix de les seves necessitats sense dilació, vol resguardar-se de l'augment de la tensió que li produeix la necessitat, la insatisfacció. Aquesta és la situació de perill i davant d'aquesta és impotent per la seva descàrrega, de la mateixa manera que va ser impotent en el moment de néixer. Per tant, s'ha repetit el moment del naixement, és a dir, la situació de perill. Es tracta d'un augment molt gran d'una energia intramitable. Així, torna a aparèixer la reacció d'angoixa, i això és tot el que necessita retenir el lactant per identificar el perill i produir la reacció adequada. El contingut del perill es desplaça d'aquesta situació a la seva condició: la pèrdua de l'objecte. L'absència de la mare genera l'angoixa perquè després podria haver-hi un problema major, el veritable, en aquest moment en què l'angoixa desprèn producció deslliurada com a senyal de perill.
La següent mudança de l'angoixa té lloc en la fase fàlica i segueix els lineaments de la pèrdua de l'objecte: és l'angoixa de castració, la separació dels genitals que mantenen la possibilitat de reunió amb la mare. El contingut de les situacions de perill anirà mudant-se al llarg del desenvolupament libidinal i desemboca en l'angoixa social, malgrat que el Jo les pot mantenir de costat a costat. En el cas de la neurosis, Freud diu que l'angoixa sempre es recondueix a una angoixa de castració, i segons sigui el moment d'angoixa exterioritzada es parla d'una repressió o pitjor aconseguida.

## Angoixa senyal, desenvolupament d'angoixa i repressió
En la segona teoria sobre l'angoixa, Freud posa l'èmfasi en la necessitat d'un perill extern, ara és evident que un perill intern no pot evocar l'arquetipus de l'angoixa. Aquest perill extern en què el nen va patir i que va arribar fins a l'inconscient adult és la castració. Però el que és més important és que l'angoixa no és el resultat de la repressió, sinó de la seva condició: és el Jo l'únic capaç de generar i sentir angoixa, el que es defensa dels perills de l'Ell i del Superjò, de la mateixa manera que ho fa del món exterior. Tot això ho fa generant un petit senyal d'angoixa, o un pron angoixat, que posa en marxa el mecanisme del principi de plaer i activa, així, el mecanisme de repressió que posa al Jo fora de perill de l'emoció perillosa, la seva satisfacció del qual perjudicaria la conseqüència temuda o la consumició de la situació de perill.
Veiem com Freud aconsegueix així una major consistència en la segona teoria sobre l'angoixa. El lector ha de tenir en compte que la dificultat de comprendre un concepte psicoanalític tan important (com repressió, pulsió, Ell, Jo, el Superjò, principis de la vida anímica, etc.) provoca que es desconeguin els principals motius teòrics del Psicoanàlisis.